# Jean Vuillermoz
Pour les articles homonymes, voir Vuillermoz.
Jean Vuillermoz (né Jean Paul Vuillermoz le 29 décembre 1906 à Monaco et décédé le 21 juin 1940 près de Drachenbronn-Birlenbach (Bas-Rhin) est un compositeur français.

## Biographie
Fils du corniste Édouard Vuillermoz, il étudie à partir de 1925 au Conservatoire de Paris dans la classe d'harmonie de Jean Gallon puis de composition avec Henri Büsser et Henri Rabaud. En 1932, il remporte le deuxième second Prix de Rome avec la cantate Le Pardon, après une première tentative en 1930. Il retente sans succès en 1933 d'obtenir le Grand Prix.
Son père enregistre son Concerto pour cor.
Il est l'un des organisateurs des Fêtes du peuple de 1935, il travaille pour la radio et il fonde une chorale universitaire à Paris en 1938. En 1939, il est appelé au service militaire.
En juin 1940, lors d'une patrouille sur la ligne Maginot près de Drachenbronn, il est tué juste quelques heures avant la signature de l'armistice. Sa femme Madeleine Corbin, devenue veuve, enseigne plus tard le solfège (chant) au conservatoire de Paris à partir de 1947.
Son frère Louis Vuillermoz est corniste à l’Opéra-Comique.

## Œuvres
- Triptyque pour orchestre, créé en 1932
- Concerto pour cor et orchestre, créé en 1934
- Veglione, ballet, 1937
- Concerto pour violoncelle et orchestre
- Deux chants du XVIe siècle pour chœur mixte
- Trois chants de la Renaissance pour voix d'hommes et orchestre
- Promenade zoologique pour orchestre de chambre